# Zastava 1300
Zastava 1300 (pog. tristač, tristotka) je bilo vozilo višjega srednjega razreda. Sprva so se uporabljali kot službena vozila (ljudska milica) in vozila različnih državnih podjetij. Zato je dobilo vzdevek jugoslovanski mercedes. Vozilo je bilo znano tudi kot izjemno hitro, saj ga je poganjal bencinski štirivaljnik (najvišja hitrost najmočnejšega vozila je znašala 155 km/h, kar je bilo za tedanje razmere veliko).

## Zgodovina in različice modela
Zastava 1300 je bila prvič predstavljena avgusta 1961 v Beogradu. Vozilo je bilo licenčno izdelano po modelih Fiat 1300 (močnejša različica je imela oznako Fiat 1500), ki sta bili prvič predstavljeni samo pol leta prej. Razlog za hiter začetek proizvodnje je bilo prenehanje izdelovanja starejšega, a tedaj že zastarelega vozila Zastava 1400 BJ. Novi model je tako zadovoljil kupce večjih in prestižnejših vozil in uspešno zapolnil vrzel po prenehanju proizvodnje predhodnika. Za kupce z manj denarja je bil na voljo model Zastava 750.
V Zastavi so sprva modele le sestavljali na osnovi dobljenih italijanskih delov, popolni prevzem proizvodnje pa je trajal približno desetletje. Italijanski Fiat je model 1300 kljub uspešni prodaji kmalu (leta 1967) zamenjal z novim modelom Fiat 124, model 1500 pa s Fiatom 125. 
Proizvodnja v Kragujevcu pa se je še vedno nadaljevala in že leta 1969 so modelu nadeli novo podobo prednje maske. V proizvodnjo je tedaj prišla različica z boljšo notranjo opremo; poimenovali so jo Zastava 1300 Luxe. Leto kasneje so pričeli z vgraditvijo diskastih zavor na zadnjih kolesih.
V tistem času je prišel v jugoslovansko proizvodnjo tudi model z močnejšim motorjem, in sicer je imel oznako Zastava 1500. Karoserijsko so začeli tudi z izdelovanjem karavanske različice Zastava 1500 F. Zanimivo je, da je imela taka različica povsem drugačen zadek kot primerljiv italijanski model (mnogim oblikovalcem se je zdel skladnejši). 
Vsi modeli so bili deležni nekaterih sprememb, in sicer so izgubili bočne smernike na prednjih blatnikih, zmanjšali so tudi količino različnih kromiranih okrasnih delov, vgrajeni so bili boljši varnostni pasovi, dodan je bil regulator intervalnega delovanja brisalcev, nov je bil dvokrožni zavorni sistem. 
Pomembna je tudi prestavitev ročice mehaničnega štiristopenjskega menjalnika z volana na tla osrednje konzole. 
Leta 1976 so predstavili modela Zastava 1300 E in 1500 E (oznaka E pomeni elegant). Modeli so dobili serijsko vgrajene vzglavnike na prednjih sedežih.
Jugoslovanska proizvodnja obeh modelov se je končala 20. decembra 1979. Skupno je bilo v vseh letih proizvedenih nekaj čez 200.000 vozil. Večina je bila namenjena jugoslovanskih kupcem, približno 7.000 vozil pa je bilo izvoženih v Kolumbijo.

## Tehnične značilnosti (velja za model Z 1300 in Z 1500)
- Dolžina: 4.030 mm
- Širina: 1.453 mm
- Teža praznega vozila: 960 kg, 980 kg
- Nosilnost: 450 kg
- Prostornina motorja: 1.295 cm³, 1.481 cm³
- Moč motorja: 60 KM, 75 КМ
- Posoda za gorivo: 45 l
- Poraba: 11 l/ 100 km
- Pnevmatike: 5.60 x 13, 165/80 SR13
- Največja hitrost: 140 km/h, 155 km/h